# 獅子巷社區
獅子巷社區為位於浙江省湖州市吳興區愛山街道下轄一社區，本社區地處市區中心，東起人民路，西至龍溪路，北接公園路，南臨紅旗路，總面積達0.64平方公里，居民住戶1249戶，總人口3451人，流動人口178人。
2007年9月獅子巷社區與虹門口社區合署辦公，組建新的獅子巷社區。